# دهستان شندان
دهستان شندان، یکی از دهستان‌های بخش مرکزی شهرستان سیب و سوران در استان سیستان و بلوچستان ایران است. مرکز این دهستان، روستای مرادآباد است.

## جمعیت
بر پایه سرشماری عمومی نفوس و مسکن در سال ۱۳۹۵، جمعیت دهستان شندان برابر با ۹٬۰۳۷ نفر بوده‌است.